# Wolfgang Schwarz
Wolfgang Schwarz, född 14 september 1947 i Wien, är en österrikisk före detta konståkare.
Schwarz blev olympisk guldmedaljör i konståkning vid vinterspelen 1968 i Grenoble.